# Lagopus
Lagopus là một chi chim trong họ Phasianidae. Chi này hiện có 3 loài còn sinh tồn với nhiều phân loài được chấp nhận, tất cả chúng sống trong các vùng đất cao, lạnh.

## Các loài
| Các loài còn sinh tồn trong chi Lagopus | Các loài còn sinh tồn trong chi Lagopus | Các loài còn sinh tồn trong chi Lagopus | Các loài còn sinh tồn trong chi Lagopus                                                                           |
| Tên thường gọi                          | Hình                                    | Miêu tả | Phân bố và bảo tờn                                                                                                |
| --------------------------------------- | --------------------------------------- | --- | --- |
| Lagopus lagopus Linnaeus, 1758          | Willow ptarmigan                        | Mùa hè: nâu cẩm thạch và màu đỏ với đuôi màu đen và phần dưới màu trắng; mùa đông: hầu hết các phân loài có bộ lông màu trắng trừ đuôi màu đen.       | 10-20 phân loài. trong các khu rừng ở bắc Á-Âu và Bắc Mỹ. Hiện trạng: Ít quan tâm.                                |
| Lagopus muta Montin, 1781               | Rock ptarmigan                          | Mùa hè: trên lưng màu xám và nâu; mùa đông: bộ lông trắng. Phân biệt với willow ptarmigan bởi môi trường sống - có độ cao hơn và mặt đất cằn cỗi hơn. | 20-30 phân loài. Bắc Cực và cận Bắc Cực Á-Âu và Bắc Mỹ trên các sưới núi đá và tundra. Hiện trạng: Ít quan tâm.   |
| Lagopus leucura Richardson, 1831        | White-tailed ptarmigan                  | Hè: màu xám nâu và lốm đốm; mùa đông: bộ lông trắng. Con đực mang tính bởi eyecombs đỏ. là loài nhỏ nhất.                                             | Vùng núi cao bên trên ranh giới gỗ ở Bắc Mỹ từ Alaska và miền tây Canada đến New Mexico. Hiện trạng: Ít quan tâm. |

Một dạng của loài ở Anh (Lagopus lagopus scotica) từng được xem là một loài riêng biệt, L. scotica, nhưng quan điểm này không được chấp nhận.